# Chudy chłopak
Chudy chłopak – siódmy solowy album rapera Kaliego. Produkcją albumu w całości zajął się Magiera. Album ukazał się 7 czerwca 2019 roku nakładem Ganja Mafia Label.
Gościnnie na płycie udzielili się O.S.T.R., Włodi, Miodu, Borixon, Wojtas oraz Bob One. Płyta dotarła do 1. miejsca zestawienia OLiS i uzyskała status złotej płyty. 30 października 2019 roku miała już certyfikat platynowej płyty.

## Lista utworów[1]
1. „Chudy chłopak”
2. „Lost Tape”
3. „Front”
4. „Blok D”
5. „Firma”
6. „Mary Jane” (gościnnie: Włodi)
7. „Hamlet”
8. „Unplugged” (gościnnie: Miodu)
9. „Freestyle” (gościnnie: Borixon, Wojtas)
10. „Stary dom” (gościnnie: Bob One)
11. „Lost Boyz”
12. „Atari”
13. „Poza światem” (gościnnie: O.S.T.R.)
14. „My”